# Salt Creek Commons (Indiana)
Salt Creek Commons es un lugar designado por el censo ubicado en el condado de Porter en el estado estadounidense de Indiana. En el Censo de 2010 tenía una población de 2117 habitantes y una densidad poblacional de 2.209,13 personas por km².

## Geografía
Salt Creek Commons se encuentra ubicado en las coordenadas 41°30′40″N 87°8′28″O / 41.51111, -87.14111. Según la Oficina del Censo de los Estados Unidos, Salt Creek Commons tiene una superficie total de 0.96 km², de la cual 0.96 km² corresponden a tierra firme y (0%) 0 km² es agua.

## Demografía
Según el censo de 2010, había 2117 personas residiendo en Salt Creek Commons. La densidad de población era de 2.209,13 hab./km². De los 2117 habitantes, Salt Creek Commons estaba compuesto por el 94.19% blancos, el 1.04% eran afroamericanos, el 0.47% eran amerindios, el 1.56% eran asiáticos, el 0% eran isleños del Pacífico, el 1.13% eran de otras razas y el 1.61% pertenecían a dos o más razas. Del total de la población el 8.27% eran hispanos o latinos de cualquier raza.